# Umbre în plină zi
Umbre în plină zi (titlul original: în japoneză 真昼の暗黒, transliterat: Mahiru no ankoku) este un film-dramă japonez realizat în 1956 de regizorul Tadashi Imai, după romanul scriitorului Hiroshi Masaki. Filmul a avut succes deosebit, fiind premiat la diverse festivaluri printre care  Blue Ribbon Awards - (Tokio 1957), Festivalul Internațional de Film de la Karlovy Vary, Al 6-lea Festival al tinerilor și studenților (Moscova 1957).

## Descriere
La începutul anului 1951, în satul de pescari Mihara, doi bătrâni sunt asasinați și jefuiți. Poliția arestează un bărbat tânăr suspect, Kojima, care sub un interogatoriu dur, își recunoaște vina, denunțând și un pretins complice. Imediat, Uemura se dovedește a fi cel vinovat de crimă.
În pledoaria tendențioasă a procurorului, Uemura este condamnat la moarte, iar Kojima condamnat la închisoare pe viață, ambi având dreptul să facă apel.

## Distribuție
- Kojiro Kusanagi - Seiji Uemura
- Teruo Matsuyama - Takeshi Kojima
- Sachiko Hidari - Kaneko Nagai
- Taketoshi Naitô - avocatul Kondo
- Chōko Iida - Tsuna Uemura
- Ichirô Sugai - avocatul Yamamoto
- Yoshi Kato - Oshima
- Shinsuke Ashida - Yoshii
- Sen Yano - Shokichi Aoki

## Premii și nominalizări (selecție)
Al 7-lea Festival Blue Ribbon Awards (1957)
Festival ce se ține anual în februarie la Tokio, premiile decernându-se pentru evenimentele din anul anterior:
- Câștigător al premiului: Cel mai bun film
- Câștigător al premiului: Cel mai bun regizor - Tadashi Imai
- Câștigător al premiului: Cel mai bun scenariu - Shinobu Hashimoto
- Câștigător al premiului: Cea mai bună coloană sonoră - Akira Ifukube